# Bacterii fixatoare de azot

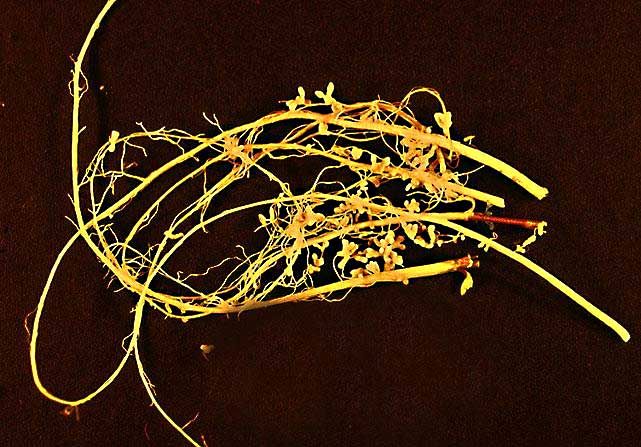
Noduli radiculari, fiecare conținând miliarde de bacterii Rhizobiaceae

Bacteriile fixatoare de azot, numite si diazotrofe,  aparțin în mare parte genului Rhizobium (din grecescul „ rhiza ” = rădăcină, „ bios ” = viață), care este un gen de bacterii simbiotice din sol responsabile pentru fixarea biologică a azotului molecular, jucând un rol important în circuitul azotului în natură. Pentru a exprima genele pentru fixarea azotului, aceste bacterii necesită o plantă gazdă; nu pot fixa independent azotul.  Fixarea azotului se face după ce bacteriile s-au stabilit în interiorul nodulilor rădăcinilor de leguminoase (Fabaceae). 
Bacteriile fixatoare de azot se găsesc în sol și, după infectare, produc noduli în leguminoase unde fixează azotul gazos (N2 ) din atmosferă, transformându-l într-o formă mai utilă de azot. De aici, azotul este transportat din noduli și folosit pentru creșterea leguminoaselor. Odată ce leguminoasa moare, nodulul se descompune și eliberează bacteriile înapoi în sol, unde pot trăi individual sau pot reinfecta o nouă gazdă de leguminoase. 
Din punct de vedere morfologic, bacteriile fixatoare de azot sunt procariote, Gram-negative, mobile, nesporulante, aerobe, cu aspect de baghetă. Elementul caracterizator este că atunci când devin simbiotice sunt înconjurate de o membrană plasmatică de origine vegetală care permite bacteriei să interacționeze cu adevăratele organe vegetale ale plantelor. În funcție de specie, pot trăi în soluri acide sau alcaline, acoperind un spectru larg de pH al solului.

## Istorie
Prima specie decoperită este Rhizobium leguminosarum în 1889.

## Taxonomie
Bacteriile fixatoare de azot  sunt un grup parafiletic care se încadrează în două clase de Pseudomonadota — alfaproteobacterii și betaproteobacterii. După cum se arată mai jos, majoritatea aparțin ordinului Hyphomicrobiales, dar mai multe bacterii fixatoare de azot apar în ordine bacteriene distincte ale Pseudomonadot   . În funcție de noile descoperiri și analize genetice, taxonomia bacteriană este mereu în curs de revizuire (vezi și ).
| Alphaproteobacteria⁠(d) Hyphomicrobiales⁠(d) (syn. Rhizobiales⁠(d) Nitrobacteraceae⁠(d) Bosea⁠(d) Bradyrhizobium⁠(d) B. arachidis⁠(d) B. canariense⁠(d) B. cytisi⁠(d) B. daqingense⁠(d) B. denitrificans⁠(d) B. diazoefficiens⁠(d) B. elkanii⁠(d) B. huanghuaihaiense⁠(d) B. iriomotense⁠(d) B. japonicum⁠(d) B. jicamae⁠(d) B. lablabi⁠(d) B. liaoningense⁠(d) B. pachyrhizi⁠(d) B. rifense⁠(d) B. yuanmingense⁠(d) Brucellaceae⁠(d) Ochrobactrum O. cytisi⁠(d) O. lupini⁠(d) Hyphomicrobiaceae⁠(d) Devosia⁠(d) D. neptuniae⁠(d) Methylobacteriaceae⁠(d) Methylobacterium⁠(d) M. nodulans⁠(d) Microvirga⁠(d) M. lotononidis⁠(d) M. lupini⁠(d) M. zambiensis⁠(d) | Phyllobacteriaceae⁠(d) Aminobacter⁠(d) A. anthyllidis⁠(d) Mesorhizobium⁠(d) M. abyssinicae⁠(d) M. albiziae⁠(d) M. alhagi⁠(d) M. amorphae⁠(d) M. australicum⁠(d) M. camelthorni⁠(d) M. caraganae⁠(d) M. chacoense⁠(d) M. ciceri⁠(d) M. gobiense⁠(d) M. hawassense⁠(d) M. huakuii⁠(d) M. loti⁠(d) M. mediterraneum⁠(d) M. metallidurans⁠(d) M. muleiense⁠(d) M. opportunistum⁠(d) M. plurifarium⁠(d) M. qingshengii⁠(d) M. robiniae⁠(d) M. sangaii⁠(d) M. septentrionale⁠(d) M. shangrilense⁠(d) M. shonense⁠(d) M. tamadayense⁠(d) M. tarimense⁠(d) M. temperatum⁠(d) M. tianshanense⁠(d) Phyllobacterium⁠(d) P. sophorae⁠(d) P. trifolii⁠(d) | Rhizobiaceae⁠(d) Rhizobium⁠(d) R. alamii R. cauense R. cellulosilyticum R. daejeonense R. etli⁠(d) R. fabae R. gallicum⁠(d) R. grahamii R. hainanense⁠(d) R. halophytocola R. indigoferae⁠(d) R. leguminosarum⁠(d) R. leucaenae R. loessense⁠(d) R. lupini R. lusitanum⁠(d) R. mesoamericanum R. mesosinicum R. miluonense R. mongolense⁠(d) R. multihospitium R. oryzae R. petrolearium R. phaseoli⁠(d) R. pisi⁠(d) R. qilianshanense R. sullae R. taibaishanense R. tibeticum R. tropici⁠(d) R. tubonense R. vallis R. yanglingense Agrobacterium⁠(d) A. nepotum A. pusense Allorhizobium⁠(d) A. undicola | Pararhizobium⁠(d) P. giardinii⁠(d) P. helanshanense P. herbae P. sphaerophysae Neorhizobium⁠(d) N. alkalisoli N. galegae⁠(d) N. huautlense⁠(d) N. vignae Shinella⁠(d) S. kummerowiae Ensifer⁠(d) (syn. Sinorhizobium⁠(d)) E. abri E. adhaerens E. americanus⁠(d) E. arboris E. chiapanecum E. fredii⁠(d) E. garamanticus E. indiaense E. kostiense E. kummerowiae E. medicae⁠(d) E. meliloti⁠(d) E. mexicanus E. numidicus⁠(d) E. psoraleae E. saheli E. sesbaniae E. sojae E. terangae Xanthobacteraceae⁠(d) Azorhizobium⁠(d) A. caulinodans⁠(d) A. doebereinerae⁠(d) | Betaproteobacteria⁠(d) Burkholderiales⁠(d) Burkholderiaceae⁠(d) Cupriavidus⁠(d) C. taiwanensis⁠(d) Paraburkholderia⁠(d) P. caribensis⁠(d) P. diazotrophica⁠(d) P. dilworthii⁠(d) P. mimosarum⁠(d) P. nodosa⁠(d) P. phymatum⁠(d) P. piptadeniae P. rhynchosiae⁠(d) P. sabiae⁠(d) P. sprentiae⁠(d) P. symbiotica⁠(d) P. tuberum⁠(d) |

Aceste grupuri includ o varietate de bacterii non-simbiotice. De exemplu, agentul patogen al plantelor Agrobacterium este o rudă mai apropiată cu Rhizobium decât Bradyrhizobium care nodulează soia. 

## Importanța în agricultură

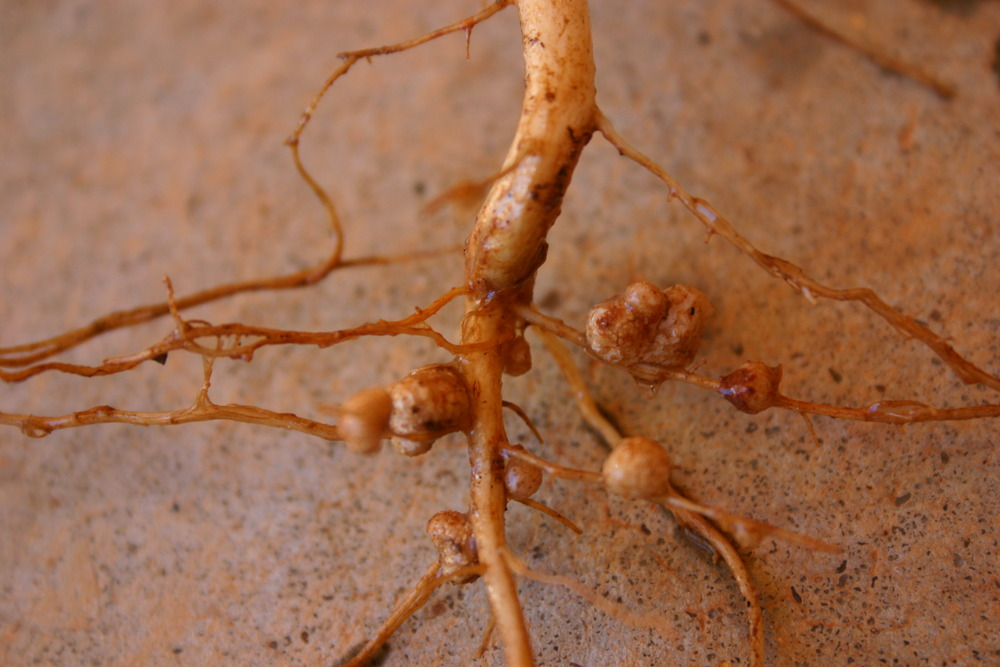
Noduli de rizobie pe Vigna unguiculata

Deși o mare parte din azot este îndepărtată atunci când se recoltează cereale bogate în proteine sau fân, cantități semnificative pot rămâne în sol pentru culturile viitoare. Acest lucru este deosebit de important atunci când nu se utilizează îngrășământ cu azot, ca în programele de rotație organică sau în unele țări mai puțin industrializate.  Azotul este cel mai frecvent nutrient deficitar în multe soluri din întreaga lume și este cel mai frecvent nutrient furnizat plantelor. Furnizarea de azot prin îngrășăminte însă are probleme grave pentru mediu.
Numai anuminte specii de bacterii fizatoare de azot pot face noduli funcționali pe rădăcini capabili să fixeze N2 . Prezența acestor bacterii specifice este benefică pentru leguminoase, deoarece fixarea de N2 crește randamentul culturii 
Inocularea leguminoaselor în mod artrificial, numită și nodulare, este o practică agricolă de mulți ani și s-a îmbunătățit continuu de-a lungul timpului .  De exemplu, între 12–20 de milioane de hectare de boabe de soia sunt inoculate anual. Tehnologia de producere a acestor inoculanți se bazează pe fermentatorii microbieni. Un inoculant ideal include unele dintre următoarele aspecte: eficacitate maximă, ușurință în utilizare, compatibilitate, concentrație mare de bacterii, durată lungă de valabilitate, utilitate în condiții variate de câmp și supraviețuire.    Deci inocularea cu bacterii fixatoare de azot tinde să crească randamentul. .Ca urmare a procesului de nodulare, după recoltarea culturii apar niveluri mai mari de nitrat în sol, care pot fi apoi utilizate de următoarea cultură.

### Aplicație pe teren
Prin disecția unui nodul radicular este posibil să se verifice dacă fixarea azotului are loc sau nu în el.
- dacă în secțiune nodulul prezintă zone sau pete de culoare roz (indicând prezenta complexului de leghemoglobina) atunci acolo are loc fixarea azotului;
- dacă în secțiune nodulul apare complet alb sau verde înseamnă că fixarea nu are loc în acel loc dar că bacterioizii sunt încă prezenți: probabil o comunicare molecular-biologică incorectă între bacteroid și plantă a blocat efectiv relația de simbioză mutualistă;
- dacă în secțiune nodulul are culoarea gri sau maro înseamnă că nu numai fixarea azotului nu are loc în acel nodul, ci și că bacterioizii sunt morți și că este în desfășurare un proces de degradare.[necesită citare]

## Relația simbiotică
Bacteriile fizatoare de azot sunt unice prin faptul că sunt singurele bacterii fixatoare de azot care trăiesc într-o relație simbiotică cu leguminoasele. Leguminoasele preferate sunt mazărea, fasolea, trifoiul și soia.

### Natura mutualismului
Simbioza leguminoasă-bacterie este un exemplu clasic de mutualism: bacteria furnizează amoniac sau aminoacizi plantei și primește în schimb acizi organici (în principal malat și succinat, care sunt acizi dicarboxilici) pe care îi folosește ca sursă de carbon și energie. Cu toate acestea, deoarece mai multe specii de bacterii neînrudite pot infecta fiecare plantă în parte, speciile trișoare pot acumula resurse vegetale, cum ar fi polihidroxibutirat, în beneficiul propriei reproduceri, fără a fixa o cantitate apreciabilă de azot. 

### Infecția
Formarea relației simbiotice implică un schimb de semnale între ambii parteneri care duce la recunoaștere reciprocă și dezvoltarea structurilor simbiotice. Cel mai bine înțeles mecanism pentru stabilirea acestei simbioze este prin infecția intracelulară. Bacteriile fizatoare de azot trăiesc liber în sol până când sunt capabile să detecteze flavonoidele, derivați ai 2-fenil-1,4-benzopironei, care sunt secretate de rădăcinile plantei gazdă, declanșând acumularea unei populații mari de celule și, în cele din urmă, atașarea la rădăcină  . Aceste flavonoide promovează apoi activitatea de legare a ADN-ului a factorului de transcripție NodD (care aparține familiei LysR de regulatori transcripționali) și declanșează secreția de factori nod după ce bacteriile au intrat în filametul exterior al rădăcinii.  Factorii nod declanșează o serie de modificări complexe de dezvoltare în interiorul rădăcini, începând cu ondularea filamentului rădăcinii și urmată de formarea firului de infecție, care e un tub căptușit cu celuloză pe care bacteriile îl folosesc pentru a călători în jos prin filamentul rădăcinii spre celulele rădăcinii.  Bacteriile infectează apoi câteva alte celule radiculare adiacente. După aceea, proliferarea continuă a celulelor are ca rezultat formarea nodulului radicular . Un al doilea mecanism, folosit în special de bateriile fizatoare de azot care infectează gazdele acvatice, se numește intrarea prin fisură. În acest caz, nu se observă deformarea filamentului rădăcinii prin ondulare. În schimb, bacteriile patrund între celule, prin fisurile produse de dezvoltarea laterală a rădăciniilor secundare. 
În interiorul nodulului, bacteriile se diferențiază morfologic în bacterioide și fixează azotul atmosferic în amoniu, folosind enzima azotază (nitrogenază). Amoniul este apoi transformat în aminoacizi precum glutamina și asparagina înainte de a fi exportat în plantă. În schimb, planta furnizează bacteriilor carbohidrați sub formă de acizi organici. Planta furnizează bacterioidului, de asemenea, oxigenul necesar pentru respirația celulară, strâns legat de leghemoglobine, proteine vegetale asemănătoare cu hemoglobinele umane. Acest proces menține o cantitate mică de oxigen în nodul pentru a preveni inhibarea activității azotazei .
Recent, s-a descoperit că o tulpină de Bradyrhizobium formează noduli în Aeschynomene fără a produce factori nod, sugerând existența unor semnale de comunicare alternative, altele decât factorii nod, posibil implicând secreția hormonului vegetal citochinină  .
S-a observat că nodulii radiculari se pot forma spontan în Medicago fără prezența bacteriilor fixatoare de azot.  Acest lucru implică faptul că dezvoltarea nodulului este controlată în întregime de plantă și pur și simplu declanșată de secreția de factori nod de către plantă.

### Mecanismele care mențin simbioza
Planta sancționează bacteriile ne-eficiente și atrage bacteriile eficiente . De exmplu, ca răspuns la bacteriile slabe, gazdele leguminoase pot răspunde prin impunerea de sancțiuni de severitate diferită nodulilor lor.  Aceste sancțiuni includ, dar nu se limitează la reducerea creșterii nodulilor, moartea timpurie a nodulilor, scăderea aprovizionării cu carbon către noduli sau reducerea aportului de oxigen către nodulii care fixează mai puțin azot. Există dovezi pentru sancțiuni la plantele de soia, care reduc reproducerea bacteriei (poate prin limitarea aportului de oxigen) în nodulii care fixează mai puțin azot.  De asemenea, plantele de lupin sălbatic alocă mai puține resurse nodulilor care conțin rizobii mai puțin benefice, limitând reproducerea acestor bacterii în interior.  Planta folosește, de asemenea, semnale de prenodulare provenite de la bacterie pentru a decide dacă permite nodularea și alege cele mai eficiente bacterii. 

### Istoria evoluționistă
Simbioza dintre bacteriile fixatoare de azot și familia leguminoaselor a apărut și a evoluat în ultimele 66 de milioane de ani  . Deși evoluția tinde să se favorizeze o specie, profitând de alta sub forma necooperării conform modelului genei egoiste, apariția unei astfel de simbioze permite însă continuarea cooperării.  Când adaptarea relativă a ambelor specii este crescută, selecția naturală va favoriza simbioza.
Pentru a înțelege istoria evolutivă a acestei simbioze, este util să comparăm simbioza bacterie-leguminoase cu o relație simbiotică mai veche, cum ar fi cea dintre ciupercile endomicorizelor și plantele terestre, care datează de acum aproape 460 de milioane de ani .
Simbioza endomicorizală poate oferi multe perspective asupra simbiozei bacteriilor fixatoare de azot, deoarece studii genetice recente au sugerat că bacteriile fixatoare de azot au cooptat căile de semnalizare din simbioza endomicorizală mai veche . Bacteriile secretă factori Nod și endomicorizele secretă Myc-LCO. După recunoașterea factorului Nod/Myc-LCO, planta produce o varietate de răspunsuri intracelulare pentru a se pregăti pentru simbioză .
Este probabil ca bacteriile fixatoare de azot să fi cooptat caracteristicile deja existente pentru simbioza endomicorizală, deoarece există multe gene comune sau similare implicate în cele două procese. De exemplu, gena de recunoaștere a plantelor, SYMRK (chinază asemănătoare receptorului de simbioză) este implicată în percepția atât a factorilor Nod rizobiali, cât și a Myc-LCO endomicorizali . Procesele similare comune ar fi facilitat foarte mult evoluția simbiozei rizobiene, deoarece nu ar fi trebuit să se dezvolte noi mecanisme simbiotice. În schimb, bacteria fixatoare de azot trebuia pur și simplu să adopte și să dezvolte mecanismele deja existente în simbioza endomicorizală pentru a profita de procesele de semnalizare simbiotică.

## Alle diazotrofe
Multe alte specii de bacterii sunt capabile să fixeze azotul (numite diazotrofe), dar puține sunt capabile să se asocieze intim cu plantele și să colonizeze structuri specifice, cum sunt nodulii de leguminoase. Bacteriile care se asociază cu plantele includ actinomicetele, Frankia, care formează noduli de rădăcină simbiotică la plantele actinorizice, dar aceste bacterii au o gamă de gazdă mult mai largă, ceea ce înseamnă că asocierea este mai puțin specifică decât la leguminoase . Alte diazotrofe, precum cianobacteriile (de exemplu Nostoc), sunt asociate cu ferigile acvatice, Cycas și Gunneras, deși nu formează noduli  .
În plus, s-a raportat că bacteriile slab asociate cu plantele, denumite endofite, fixează azotul în plantă și nu în noduli . Aceste bacterii colonizează spațiile intercelulare ale frunzelor, tulpinilor și rădăcinilor plantelor , dar nu formează structuri specializate precum bacteriile fizatoare de azot și Frankia. Endofitele bacteriene diazotrofe au o gamă de gazde foarte largă, în unele cazuri colonizând atât monocotiledonatele, cât și dicotiledonatele .